# Cicurina pacifica
Cicurina pacifica är en spindelart som beskrevs av Chamberlin och Ivie 1940. Cicurina pacifica ingår i släktet Cicurina och familjen kardarspindlar. Inga underarter finns listade i Catalogue of Life.